# Батарито
Батари́то (Dysithamnus) — рід горобцеподібних птахів родини сорокушових (Thamnophilidae). Представники цього роду мешкають в Неотропіках.

## Опис
Батарито — птахи невеликого розміру, більшість видів мають довжину 11,5-12,5 см. Вони мають порівняно великі голови і міцні дзьоби. Живуть в підліску тропічних лісів, здебільшого в передгір'ях; жоден з птахів цього роду не мешкає в Амазонії.

## Види
Виділяють вісім видів:
- Батарито плямистоволий, Dysithamnus stictothorax
- Батарито лісовий, Dysithamnus mentalis
- Батарито смугастоголовий, Dysithamnus striaticeps
- Батарито перлистоголовий, Dysithamnus puncticeps
- Батарито бразильський, Dysithamnus xanthopterus
- Батарито строкатоволий, Dysithamnus leucostictus
- Батарито прибережний, Dysithamnus plumbeus
- Батарито схиловий, Dysithamnus occidentalis

## Етимологія
Наукова назва роду Dysithamnus походить від сполучення слів дав.-гр. δυω — занурюватися і дав.-гр. θαμνος — кущ.